# María Rostworowski
María Rostworowski Tovar de Diez Canseco (Barranco, 8 agosto 1915 – Lima, 6 marzo 2016) è stata una storica peruviana di origine polacca, nota per i suoi dettagliati lavori sulle antiche culture peruviane e sull'Impero Inca.

## Biografia
Rostworowski è nata nel quartiere Barranco di Lima, in Perù, nell'agosto 1915. Suo padre era Jan Jacek Rostworowski, (1882–1969), un aristocratico polacco, e sua madre, Rita Tovar del Valle, era una proprietaria terriera peruviana nata nella zona di Puno. Suo nonno, Agustín Tovar Aguilar, era presidente del Senato e suo zio, Karol Hubert Rostworowski, era un drammaturgo. Ha studiato in vari collegi in Polonia, Belgio, Francia e Inghilterra, è stata studentessa dello storico peruviano Raúl Porras Barrenechea presso l'Università Nazionale di San Marcos. Ha fatto parte inizialmente del partito politico peruviano di Acción Popular (Azione Popolare).
Nel settembre 1934, all'età di diciannove anni, Rostworowski sposò a Varsavia il suo lontano cugino, il conte Zygmunt Broel-Plater, (1907–1980), membro della nobiltà polacca.  Suo padre era il conte Edward Cezar Marian Broel-Plater e sua madre era la contessa Janina Tyszkiewicz-Łohojska. Nel 1935 Rostworowski tornò con lui in Perù. Nel 1936 diede alla luce una figlia, Cristina Broel-Plater Rostworowski,  ma in seguito la coppia divorziò. Dopo qualche anno sposò l'uomo d'affari Alejandro Diez-Canseco Coronel-Zegarra, figlio di Manuel Diez-Canseco e parente dei Conti di Alastaya. Diez-Canseco, che sarebbe poi diventato il segretario generale dipartimentale del partito Acción Popular, ha svolto un ruolo importante nel promuovere gli interessi storici di Rostworowski. Lei ammise: "Mi ha aiutato a capire questo paese"..
Dopo la morte improvvisa del marito nel marzo 1961, si trasferì nel lebbrosario di San Pablo diretto dal tedesco Maxime Kuczynski-Godar , per svolgere attività di missionaria. Le ci volle un giorno per navigare attraverso il Rio delle Amazzoni per arrivare al lebbrosario. Il primo governo di Fernando Belaúnde Terry l'ha designata assistente culturale presso l'ambasciata peruviana in Spagna (1964-1968).

## Carriera

### La rivista "Historia del Tahuantinsuyo"
Quando era all'Universidad Nacional Mayor de San Marcos, due dei suoi insegnanti furono Raúl Porras Barrenechea, che la introdusse ai procedimenti storiografici e all'analisi delle fonti storiche, e l'antropologo nordamericano John Murra, che la spinse a studiare la storia etnica. Ha avuto anche contatti con altri professori, come Julio C. Tello, Luis Valcárcel e Luis Jaime Cisneros durante la sua permanenza all'università. Associata all'Istituto di Studi Peruviani fin dall'inizio, María Rostworowski ha curato numerose pubblicazioni sotto gli auspici dell'Istituto. Una delle pubblicazioni si chiama Historia del Tahuantinsuyo, la rivista di scienze sociali più venduta in tutta la storia peruviana.

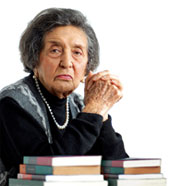
Maria Rostworowski

I contributi di Rostworowski alla storiografia, in particolare alla storia peruviana, sono numerosi. Nel suo primo libro, Pachacútec inca Yupanqui (1953), sottolinea l'importanza del governo Inca per la costruzione del Tahuantinsuyo. Ha anche svolto importanti indagini nel campo delle società precolombiane sulla costa peruviana, un argomento che fino ad allora non era stato ampiamente studiato. Altre sue opere provengono da diversi argomenti storici, che vanno dagli studi storici di genere (La mujer en la época prehispánica, 1986) ai culti precolombiani e alla loro eventuale cristianizzazione (Pachacamac y el Señor de los Milagros: una trayectoria milenaria, 1992) sino alla storia di Francisca Pizarro, figlia del conquistatore Francisco Pizarro.
Nel 1979 è diventata membro dell'Accademia Nazionale di Storia (Academia Nacional de Historia), e in seguito ne è diventata vicepresidente. Inoltre, è stata membro dell'Accademia reale spagnola di storia (Real Academia de la Historia) e dell'Accademia nazionale argentina di storia (Academia Nacional de la Historia). Apparteneva al Raúl Porras Barrenechea Institute di Lima e all'Institute of Andean Studies di Berkeley, in California. La Società Geografica di Lima (La Sociedad Geográfica de Lima) l'ha accettata come membro onorario. Ha presieduto l'Associazione peruviana di storia etnica (Asociación Peruana de Etnohistoria), fondata a Lima nel 1979 da Fernando Silva Santisteban. Per continuare i suoi progetti di ricerca, ha ricevuto il sostegno della fondazione Wenner-Gren, Ford, della fondazione Guggenheim, Volkswagen, Fomciencias e Concytec.
È stata anche direttrice del Museo Nazionale di Storia (Museo Nacional de Historia) dal 1975 al 1980. Nel 1969 ha lavorato per il quotidiano Correo, che a quel tempo era diretto da Roberto Ramírez del Villar. Dal 1973 al 1974 ha lavorato come ricercatrice nel Museo della Cultura Peruviana (Museo de la Cultura Peruana). Nel 1983 ha scritto quella che considerava la sua opera più importante: Estructuras andinas del poder: ideología religiosa y política.

### La morte a 100 anni
María Rostworowski morì domenica 6 marzo 2016, all'età di 100 anni. Fu sepolta nel Cementerio Jardines de la Paz, a Lurin.

## Libri
- Pachacutec inca Yupanqui (1953)
- Curacas e successioni: costa norte (1961)
- Gli ascendenti di Pumacahua (1963)
- Etnia y sociedad: costa peruana prehispánica (1977 e 1989)
- Señoríos indígenas de Lima y Canta (1978)
- Recursos naturales renovables y pesca: siglos XVI y XVII (1981)
- Estructuras andinas del poder: ideología religiosa y política (1983)
- La donna nell'epoca preispanica (1986)
- Entre el mito y la historia: psicoanálisis y pasado andino, con Max Hernández, Moisés Lemlij, Luis Millones e Alberto Péndola (1987)
- Conflitti sui campi di coca nel Perù del XVI secolo (1988)
- Historia del Tahuantinsuyu (prima edizione: 1988)...[ 2001]
- Doña Francisca Pizarro: una ilustre mestiza (1534–1598) (1989)
- Pachacámac y el Señor de los Milagros: una trayectoria milenaria (1992)
- Las visitas a Cajamarca 1571-72/1578
- Documentos (1992, 2 volumi, con Pilar Remy)
- Ensayos de historia andina (1993 e 1998)
- La donna in Perù preispanico (1995)
- Kon, el dios volador y el pequeño Naycashca, con illustrazioni di Claudine Gaime (1995)
- La morte del sol e altri spunti dell'Antiguo Perù (1996)
- El origen de los hombres y otros cuentos del Antiguo Perú (1996)
- María Fernanda Alvarado Ágreda (1996)
- Pachacútec e la leyenda de los chancas (1997)
- Il signore di Pachacámac (1999)
- Historia de los Incas (Lima: Editorial Bruño, 1999)
- Los Incas (Lima: Fundación Telefónica, 2000) (in CD-ROM)
- Incas Enciclopedia tematica del Perù, Edizione El Comercio, Lima (2004) ISBN 9972-752-00-3
- Opere complete (2005)

## Premi e riconoscimenti
- 1953 Premio di Stato per la Storia
- 1990 Medaglia dell'Ordine delle Palme Accademiche (Perù)
- 1991 Dottore honoris causa dell'Università Statale di San Agustín di Arequipa
- 1994 Medaglia e diploma della città di Lima
- 1996 Dottore honoris causa della Pontificia Università Cattolica del Perù a Lima
- 1996 Dottore honoris causa dell'Università Femminile UNIFE di Lima
- 1966 Premio "Sigillo d'Oro" del Centro Etnostorico Internazionale di Palermo
- 1997 Dottorato honoris causa dall'Università Statale di Trujillo
- 2001 Commendatore dell'Ordine del Sole del Perù
- 2001 Premio "Sud-Perù".
- 2008 Dottore honoris causa dell'Università San Marco di Lima
- 2009 Medaglia d'onore del Congresso del Perù[16]
- 2010 Dottore honoris causa dell'Università di Varsavia[17]
- 2010 Croce di Commendatore con placca dell'Ordine al Merito della Repubblica di Polonia[18]
- 2013 Medaglia dell'Accademia polacca delle scienze[18]
- 2015 Gran Croce dell'Ordine del Sole del Perù[19]